# Salluste Lavery
Pour les articles homonymes, voir Lavery.
Salluste Lavery (1888-1967), est un homme politique, militant nationaliste et avocat québécois (canadien). Il consacra plus de cinquante années au barreau de Montréal.

## Biographie
Lavery a fait ses humanités au vieux Collège de Montréal et ses classes de philosophie au Séminaire des Sulpiciens. Il est admis au barreau en janvier 1913 et il fait ses débuts avec William Patterson qui sera plus tard juge de la Cour supérieure.
Pendant la Première Guerre mondiale, il est officier de la Force expéditionnaire canadienne outre-mer. De retour au pays, il se remet à l'exercice de sa profession et il engage ses deux fils à son bureau. En décembre 1926, il est nommé conseiller du roi (CR). Parallèlement à sa vie juridique, Lavery était un militant syndicaliste au conseil de l'Association des débardeurs de Montréal et de l'Union des employés de tramways. Il s’impliqua aussi au sein de l'Association des bouchers de Montréal, la Fédération canadienne des navigateurs, l'Association des anciens combattants de la première guerre et la Société canadienne d'opérette où il fut l'un des directeurs entre 1924 et 1927.
En 1925, il représenta l'Association des citoyens de la paroisse Saint-Édouard de Montréal et autres corps publics à l'enquête royale sur la police de Montréal.
Proche des milieux nationalistes, Lavery a longtemps fait partie de l’association des Native Sons of Canada qui vit le jour, sauf erreur, dans les provinces de l'ouest canadien et avait pour devise « Le Canada d'abord et partout aux Canadiens ». Il a été organisateur de la province de Québec et président de l'assemblée Lafontaine (Montréal) de cette association nationaliste.  Dans la même perspective, Lavery a été vice-président de la section Duvernay de la Société Saint-Jean-Baptiste de Montréal. 
Durant les années 1930, Salluste Lavery tente quelques expériences électorales qui restent toutes sans succès. Il se fit d'abord connaître en se présentant à la mairie lors de l'élection municipale de Montréal d'avril 1934. Il se mérita la troisième place, derrière Camillien Houde et Anatole Plante. Ses positions antisémites n'étaient pas partagées de tous, mais elles lui valurent l'appui d'Adrien Arcand et de membres du Parti national social chrétien. Arcand et son collaborateur Joseph Ménard, dirigèrent en effet Le Bon sens, petit journal qui ne paru que pour la campagne électorale de Lavery. Cette publication était fortement antisémite. Les assemblées liées à la vie politique de Lavery furent souvent houleuses et violentes et rassemblaient plusieurs sympathisants du fascisme. 
Lors de l'élection fédérale canadienne de 1935, il se présenta dans la circonscription de Montréal-Cartier — circonscription à forte population juive — comme candidat du Parti de la Reconstruction dirigé par H. H. Stevens. Il se plaça au quatrième rang, loin derrière les meneurs Sam Jacobs et Fred Rose, candidat communiste. Sa dernière expérience électorale fut encore plus malheureuse. Il fut candidat indépendant à l'élection fédérale de 1945 dans la circonscription de Montréal Sainte-Anne, mais il ne reçut que 751 votes. 
Après ses échecs en politique, Lavery continue sa vie d'avocat. Il défend Adrien Arcand et ses confrères qui avaient été arrêtés et internés au camp de Fredericton durant la Seconde Guerre mondiale. En 1963, il reçoit du conseil du barreau les félicitations d'usage à l'occasion du cinquantenaire de son admission à la profession.
Pierre Lavery, un de ses fils, a écrit un livre sur l'histoire de sa famille.

## Note
1. ↑  « Le Bon sens - Google Newspaper Archives »
2. ↑  Pierre Lavery, Une page de petite histoire : familles Lavery et Lasnier (Longueuil, 1930), Longueuil, Société historique du Marigot, 1992, 120 p. (ISBN 2920313223)